# Bolzenschloss (Burg)

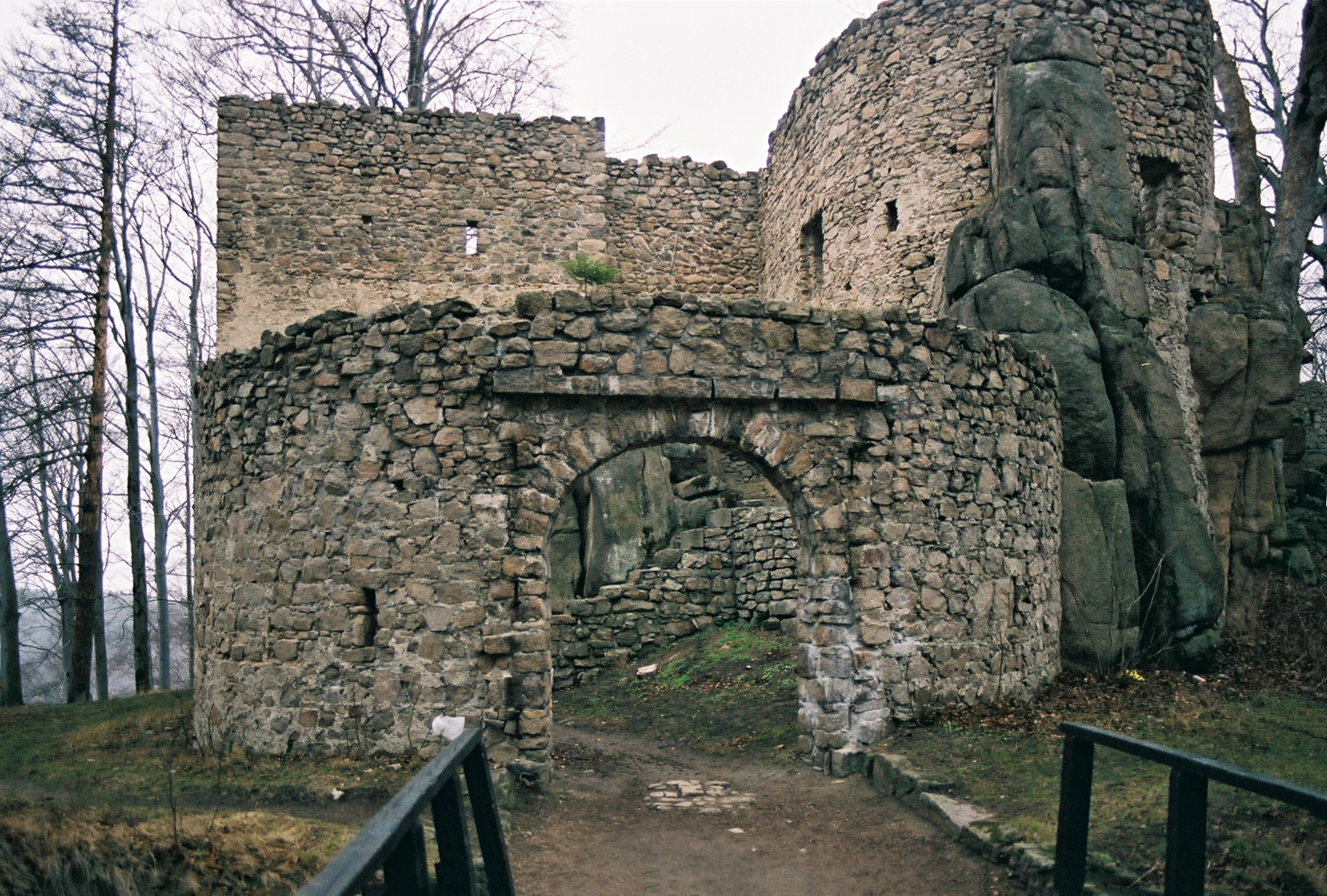
Burgtor

Das Bolzenschloss (auch Bolkoschloss, Bolzenstein, polnisch Zamek Bolczów) liegt am linken Boberufer oberhalb von Janowice Wielkie (Jannowitz), etwa 15 km südöstlich von Jelenia Góra (Hirschberg) im Norden des Landeshuter Kamms.

## Geschichte
Die Burg Bolzenschloss wurde erstmals 1374 urkundlich erwähnt. Sie gehörte zum Herzogtum Schweidnitz und war damals im Besitz des Ritters Nikolaus Bolze. Während der Hussitenkriege diente sie als Rückzugsort der Hussiten und wurde deshalb durch ein Schweidnitzer Heer 1433 zerstört. 1517–1518 wurde sie durch Hans von Burghaus wieder aufgebaut. Im Dreißigjährigen Krieg wurde die Burg 1645 durch die Schweden erobert und zerstört und verfiel zur Ruine. 1845 wurde sie teilweise durch Wilhelm zu Stolberg-Wernigerode auf Jannowitz im romantischen Stil restauriert.
Seit dem Jahr 2008 sind das Bolzenschloss und weitere Schlösser und Sehenswürdigkeiten des Hirschberger Tals Teil der Kulturparks Hirschberger Tal (Park Kulturowy Kotliny Jeleniogórskiej).

## Bauwerk

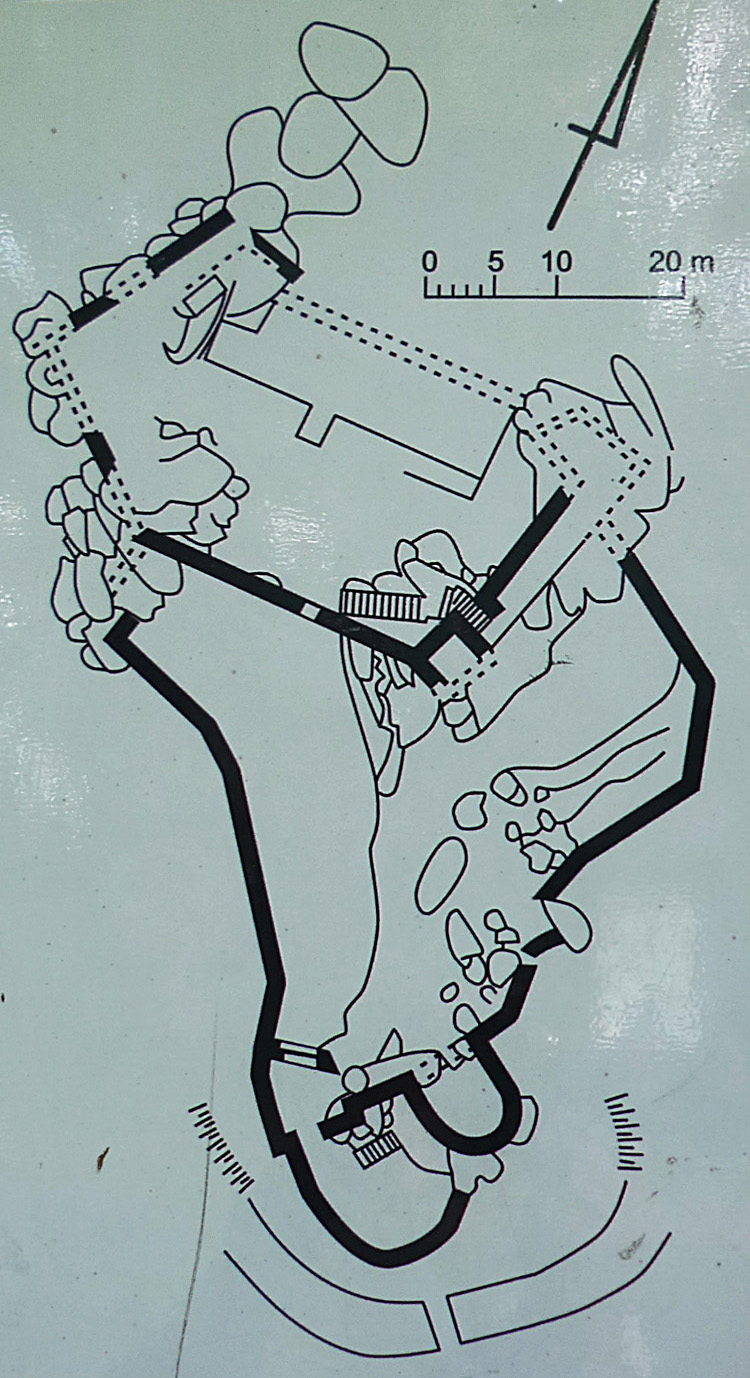
Grundriss

Zum Bau der Höhenburg wurden zwei Granitfelserhebungen verwendet und durch eine Umfassungsmauer verbunden. Im mehrseitigen Innenhof entstand im Osten ein vierseitiger Bergfried mit drei Geschossen, im Westen ein rechteckiger Wohnturm. Um 1550 wurde im Verlauf der Sichtschutzmauer im südlichen Innenhof ein um Barbakane verstärktes Burgtor eingebaut.